# 京兆府
京兆府，中国历史上的政治区域名称，唐朝开元元年（713年）设置的府，这是府作为行政区划的开始。前身为雍州。

## 历史沿革

### 唐朝
唐朝开元元年（713年），改长安所在的雍州为京兆府，長官雍州長史改稱京兆尹。天寶元年改稱西京，至德二年改稱中京，上元二年改回西京，肅宗元年改稱上都。领二十二县：万年、长安、新丰、渭南、蓝田、鄠、盩厔、金城、武功、好畤、奉天、醴泉、咸陽、泾阳、云阳、三原、華原、同官、美原、富平、栎阳、高陵。
开元四年（716年），同州蒲城縣（改名奉先縣）改屬京兆府。天寶元年（742年），改盩厔縣為宜壽縣。天寶三載（744年），分新豐、萬年二縣置會昌縣。天寶八載（749年），改萬年縣為咸寧縣，會昌縣為昭應縣；省新豐縣；洋川郡真符縣改屬京兆府。天寶十一載（752年），真符縣還屬洋川郡。至德二載（757年），改宜壽縣為盩厔縣，金城縣為興平縣。乾元元年（758年），復咸寧縣為萬年縣。至此，京兆府领二十三县：长安、萬年、渭南、蓝田、鄠、盩厔、興平、武功、好畤、奉天、醴泉、咸陽、泾阳、云阳、三原、華原、同官、美原、富平、栎阳、高陵、奉先、昭應。
乾寧二年（895年），以奉天縣置乾州。乾寧四年（897年），盩厔、武功、好畤、醴泉四縣改屬乾州。同年，廢乾州，五縣還屬京兆府。天復元年（901年），盩厔縣改屬鳳翔府。天祐元年（904年），置佑國軍節度使，京兆府隸之。天祐三年（906年），奉天縣改屬乾州，華原縣改屬耀州，美原縣改屬鼎州，栎阳縣改屬華州，奉先縣改屬同州。不久，栎阳、奉先二縣還屬京兆府。至此，京兆府领十九县：长安、萬年、渭南、蓝田、鄠、興平、武功、好畤、醴泉、咸陽、泾阳、云阳、三原、同官、富平、栎阳、高陵、奉先、昭應。

### 五代
后梁开平元年（907年），改京兆府为大安府，长安縣為大安縣，萬年縣為大年縣；武功、好畤、醴泉三縣改屬鳳翔府。开平三年（909年），同官、奉先二縣改屬同州。至此，大安府领十四县：大安、大年、渭南、蓝田、鄠、興平、咸陽、泾阳、云阳、三原、富平、栎阳、高陵、昭應。
后唐同光元年（923年），復大安府为京兆府，大安縣為长安縣，大年縣為萬年縣；崇州美原縣還屬京兆府；云阳、三原、富平三縣改屬耀州。同光二年（924年），乾州武功、醴泉二縣還屬京兆府。同光三年（925年），美原縣改屬耀州，同州奉先縣還屬京兆府。天成三年（928年），乾州好畤縣還屬京兆府。至此，京兆府领十五县：长安、萬年、渭南、蓝田、鄠、興平、武功、好畤、醴泉、咸陽、泾阳、栎阳、高陵、奉先、昭應。
後漢乾祐二年（949年），商州乾元縣（改名乾祐縣）改屬京兆府。後周顯德三年（956年），渭南縣改屬華州。至此，京兆府领十五县：长安、萬年、蓝田、鄠、興平、武功、好畤、醴泉、咸陽、泾阳、栎阳、高陵、奉先、昭應、乾祐。
五代時期，佑國軍節度使（907年－909年）先後改為永平軍節度使（909年－923年）、西京留守（923年－938年）、晉昌軍節度使（938年－948年）、永興軍節度使（948年－960年），大安府（京兆府）仍隸之。

### 宋朝
北宋雖然將首都定於開封府，但京兆府並未因此改名。太平興國二年（977年），罷節度使所領支郡，永興軍僅領京兆府；分陝西路為兩路，京兆府（永興軍）屬陝西河南路。後併為一路，京兆府（永興軍）屬陝西路。熙寧五年（1072年），再次分陝西路為兩路，京兆府（永興軍）屬永興軍路。
乾德二年（964年），奉先县改屬同州，好畤县改屬乾州。大中祥符八年（1015年），改昭應縣為临潼县。熙寧五年（1072年），廢乾州，其所領奉天县改屬京兆府。大觀元年（1107年），升鳳翔府盩厔縣清平鎮為终南县，屬京兆府。政和七年（1117年），以奉天縣置醴州。政和八年（1118年），醴泉、武功二縣改屬醴州。宣和二年（1120年），改萬年縣為樊川县。至此，京兆府领十二县：长安、樊川、蓝田、鄠、興平、咸陽、泾阳、栎阳、高陵、临潼、乾祐、终南。

### 金元
金朝天會七年（1129年），佔領京兆府十一縣（乾祐縣除外）。天會九年（1131年），賜京兆府予劉齊。後改樊川縣為咸寧縣。天會十五年（1137年），廢劉齊，得京兆府。天眷二年（1139年），歸還京兆府予南宋。天眷三年（1140年），再次佔領京兆府，耀州雲陽縣改屬京兆府。皇統二年（1142年），改永興軍路為京兆府路（京兆路），京兆府仍屬之。皇統六年（1146年），得南宋所割洋州乾祐县，屬京兆府。貞元二年（1154年），乾祐县併入咸寧縣。至此，京兆府領十二县：长安、咸宁、蓝田、鄠、兴平、咸阳、泾阳、栎阳、高陵、临潼、终南、云阳。正大八年（1231年），京兆府陷於大蒙古國。
蒙元至元元年（1264年），廢郿州，其所領郿縣（柿林縣併入）、盩厔縣改屬京兆府；併雲陽縣入涇陽縣，櫟陽縣入臨潼縣，終南縣入盩厔縣。至元二年（1265年），涇陽縣併入高陵縣。至元三年（1266年），復置涇陽縣。至此，京兆府領十一县：长安、咸宁、蓝田、鄠、兴平、咸阳、泾阳、高陵、临潼、盩厔、郿。至元十六年（1279年），改京兆路為安西路，京兆府为安西府。後廢安西府，所領十一縣直隸於安西路。

## 長官

### 唐代京兆尹（713年－907年）
- 張暐（713年－714年）
- 宋璟（714年－715年）
- 崔日知（715年）
- 萧璿（716年）
- 源乾曜（716年－720年）
- 孟温礼（720年－723年）
- 李休光（724年）
- 李琬（727年－755年，京兆牧）
- 李尚隐（729年－730年）
- 裴伷先（730年）
- 张去奢（731年－732年）
- 裴耀卿（732年－733年）
- 桓臣范（开元年间）
- 裴观（738年）
- 李慎名（开元末年）
- 韩朝宗（742年－744年）
- 萧炅（744年－749年）
- 源光誉（749年－750年）
- 王鉷（750年－752年）
- 杨国忠（752年）
- 裴士淹（752年）
- 鲜于仲通（752年－753年）
- 李岘（753年－754年）
- 李憕（754年－755年）
- 魏方进（755年－756年）
- 崔光远（756年）
- 张休（756年）
- 崔光远（756年）
- 田乾真（756年）
- 崔光远（757年）
- 鲁炅（757年）
- 李岘（757年－759年）
- 魏少游（759年）
- 史翙（759年）
- 李国贞（759年－760年）
- 刘晏（760年）
- 郑叔清（760年）
- 李齐物（760年）
- 刘晏（760年－761年）
- 魏少游（761年－762年）
- 鲜于叔明（762年）
- 元载（762年）
- 陶锐（762年）
- 刘晏（762年－763年）
- 严武（763年）
- 第五琦（763年）
- 王抚（763年）
- 李勉（763年）
- 魏少游（764年）
- 第五琦（764年－765年）
- 萧昕（765年）
- 黎幹（765年－767年）
- 李勉（767年－768年）
- 崔昭（768年）
- 李勉（768年）
- 孟皞（770年－771年）
- 贾至（770年）
- 杜济（770年－773年）
- 于颀（773年－774年）
- 黎幹（774年－778年）
- 严郢（779年－781年）
- 卢谌（781年－782年）
- 韦祯（782年）
- 王翃（782年－783年）
- 源休（783年）
- 许季常（783年）
- 李忠臣（783年）
- 崔纵（783年）
- 李晟（784年）
- 张彧（784年）
- 于颀（784年）
- 李齐运（784年－785年）
- 韩洄（785年－786年）
- 鲍防（786年）
- 郑叔则（786年－789年）
- 薛珏（789年－792年）
- 李充（792年－795年）
- 韩皋（795年－798年）
- 吴凑（78年－800年）
- 顾少连（800年－801年）
- 韦夏卿（801年－802年）
- 罗珦（802年－803年）
- 李实（803年－805年）
- 王权（805年）
- 李鄘（805年－806年）
- 郑云逵（806年）
- 韦武（806年）
- 董怀恩（806年）
- 李鄘（806年－807年）
- 杨於陵（807年）
- 郗士美（807年－808年）
- 郑元（808年）
- 杨凭（809年）
- 许孟容（809年－810年）
- 王播（810年－811年）
- 元义方（811年－812年）
- 李铦（812年－813年）
- 裴武（813年－815年）
- 李翛（815年－816年）
- 柳公绰（816年）
- 李程（816年）
- 窦易直（817年）
- 裴次元（817年－818年）
- 崔元略（818年）
- 李遜（818年）
- 崔元略（818年－819年）
- 卢士玫（820年－821年）
- 柳公绰（821年）
- 张平叔（821年）
- 刘遵古（822年）
- 韩愈（823年）
- 胡证（824年）
- 崔元略（824年－825年）
- 郑覃（825年）
- 刘栖楚（825年－827年）
- 庾承宣（827年－828年）
- 孔戢（828年－829年）
- 崔护（829年）
- 李谅（829年－830年）
- 王璠（830年）
- 崔琯（830年－831年）
- 庞严（831年）
- 杜悰（831年－833年）
- 韦长（833年－834年）
- 贾餗（834年－835年）
- 杨虞卿（835年）
- 李石（835年）
- 罗立言（835年）
- 张仲方（835年）
- 薛元赏（835年－836年）
- 归融（836年－837年）
- 崔珙（837年－838年）
- 郑复（838年－839年）
- 敬昕（839年－840年）
- 高元裕（840年－842年）
- 崔郇（842年）
- 卢弘宣（842年）
- 卢商（842年－843年）
- 薛元赏（844年－845年）
- 柳仲郢（845年）
- 薛元龟（845年－846年）
- 韦正贯（846年－847年）
- 李拭（847年－848年）
- 郑涓（849年－850年）
- 崔侃（850年）
- 韦博（851年－852年）
- 孙景商（852年－854年）
- 毕諴（854年）
- 柳憙（855年）
- 崔罕（855年－856年）
- 韦澳（856年－857年）
- 崔郢（857年）
- 张毅夫（857年－858年）
- 孔温裕（860年前后）
- 李从晦（861年－862年）
- 李蠙（863年－864年）
- 李蔚（865年－866年）
- 温璋（866年－870年）
- 薛能（870年－873年）
- 竇澣（874年）
- 杨损（874年）
- 冯缄（874年－875年）
- 张裼（875年）
- 杨知至（875年－876年）
- 冯缄（874年－875年）
- 崔涓（876年－877年）
- 窦璟（877年）
- 萧廪（878年－880年）
- 窦潏（880年）
- 李汤（880年）
- 王璠（880年）
- 萧廪（881年）
- 杨损（881年－882年）
- 拓跋思恭（882年－884年）
- 王徽（884年－886年）
- 薛杞（886年）
- 独孤损（光启年间）
- 崔锴（光启末年）
- 孙揆（889年－890年）
- 裴枢（890年－891年）
- 郑延昌（891年）
- 赵光裔（893年－894年）
- 李知柔（895年－896年）
- 孙偓（896年）
- 王彦昌（896年）
- 韩建（896年－900年）
- 孙储（900年）
- 郑元规（901年－904年）
- 韩建（904年－906年）
- 王重师（906年－907年）[8]

### 後梁大安尹（907年－923年）
- 佑國軍節度使兼任（907年－909年）
- 永平軍節度使兼任（909年－923年）

### 後唐－宋初京兆尹（923年－997年）
- 西京留守兼任（923年－938年）
- 晉昌軍節度使兼任（938年－948年）
- 永興軍節度使兼任（948年－997年）

### 宋代知永興軍府事（976年－1120年）
- 許仲宣（976年－977年）[9]
- 張齊賢（太宗時）[10]
- 柴禹錫（太宗時）[11]
- 王顯（太宗時）[11]
- 符昭愿（太宗時）[12]
- 張雍（997年－？）[13]
- 戴興（真宗時）[14]
- 趙昌言（？－1000年）[15]
- 雷有終（1001年）[16]
- 張詠（1001年－1002年）[17]
- 周瑩（真宗時）[11]
- 向敏中（？－1005年）[18]
- 孫全照（1006年－？）[19]
- 何僅（真宗時）[20]
- 陳若拙（真宗時）[21]
- 李仕衡（真宗時）[22]
- 張秉（真宗時）[23]
- 李迪（真宗時）[24]
- 王嗣宗（？－1011年）[25]
- 李允正（1011年）[26]
- 盧琰（1011年－1012年）[13]
- 陳堯咨（1014年見任）[27]
- 寇準（判永興軍府事，？－1017年）[28]
- 周起（真宗時）[29]
- 薛映（真宗時）[30]
- 朱巽（真宗時）[31]
- 趙賀[23]
- 李防[32]
- 王曙（仁宗時）[33]
- 曹瑋（仁宗時）[34]
- 趙稹（仁宗時）[35]
- 姜遵（仁宗時）[29]
- 胡則（仁宗時）[22]
- 陳堯佐（仁宗時）[36]
- 范雍（仁宗時）[29]
- 孫祖德（仁宗時）[22]
- 晏殊（仁宗時）[22]
- 范仲淹（仁宗時）[37]
- 杜衍（1039年）[24]
- 夏竦（1039年－？）[38]
- 陳執中（1041年－？）[39]
- 任中師（1042年）[29]
- 夏竦（判永興軍府事，仁宗時）[38]
- 劉沆（仁宗時）[40]
- 程琳（仁宗時）[29]
- 梁適（仁宗時）[40]
- 夏安期（仁宗時）[38]
- 高若訥（仁宗時）[29]
- 吳育（仁宗時）[41]
- 王博文（仁宗時）[41]
- 李諮（仁宗時）[42]
- 程戡（仁宗時）[42]
- 鄭戩（仁宗時）[42]
- 葉清臣（仁宗時）[43]
- 楊察（仁宗時）[43]
- 呂公綽（仁宗時）[44]
- 龐籍（仁宗時）[44]
- 吳遵路（仁宗時）[45]
- 文彥博（？－1055年）[46]
- 張奎[47]
- 曹穎叔[48]
- 何郯[49]
- 吳中復[49]
- 劉敞（英宗時）[50]
- 王拱辰（英宗時）[51]
- 王陶（英宗時）[52]
- 文彥博（判永興軍府事，神宗時）[46]
- 韓琦（判永興軍府事，1067年－1068年）[53]
- 司馬光（1070年）[54]
- 錢明逸（1070年－1071年）[55]
- 曾公亮（判永興軍府事，1071年－1072年）[53]
- 張方平（判永興軍府事，1075年－？）[54]
- 王舉元（神宗時）[56]
- 李肅之（神宗時）[24]
- 呂公孺（神宗時）[44]
- 鄧綰（神宗時）[52]
- 羅拯（神宗時）[57]
- 呂大防（神宗時）[58]
- 陳安石[32]
- 李清臣（哲宗時）[59]
- 謝景溫（哲宗時）[43]
- 鄧潤甫（哲宗時）[60]
- 韓縝（哲宗時）[61]
- 呂大防（哲宗時）[58]
- 王安禮（1094年－1095年）[62]
- 路昌衡（哲宗時）[63]
- 李琮[64]
- 蔡京（1100年－？）[65]
- 王覿（徽宗時）[66]
- 孫覽（徽宗時）[66]
- 上官均（徽宗時）[67]
- 李南公（徽宗時）[67]
- 李譓（徽宗時）[67]
- 虞策（徽宗時）[67]
- 左膚（徽宗時）[68]
- 強淵明（徽宗時）[68]
- 范純粹（徽宗時）[37]
- 陸師閔（徽宗時）[69]
- 孫路（徽宗時）[69]
- 吳擇仁（徽宗時）[49]
- 胡宗回（徽宗時）[51]
- 鍾傳（徽宗時）[70]
- 陶節夫（徽宗時）[70]
- 王襄（徽宗時）[71]
- 徐處仁（徽宗時）[72]
- 賈炎（徽宗時）[40]
- 席旦（1117年見任）[73]

### 宋代知京兆府事（1120年－1129年）
- 任諒（徽宗時）[68]
- 范致虛（1126年－1127年）[74]
- 唐重（1127年－1128年）[75]
- 王庶（1129年）[76]

### 金代知京兆府事（1137年－1139年）
- 龐迪（1138年）[77]
- 張中孚（1138年－1139年）[78]

### 宋代知永興軍府事（1139年－1140年）
- 張中孚（1139年－1140年）
- 郭浩（1140年）[79]

### 金代京兆尹（1140年－1180年代）
- 溫迪罕蒲里特（1146年－？）[80]
- 伯德撻不也[80]
- 完顏活女[81]
- 高彪（海陵王時）[80]
- 完顏習不主（1158年－？）[82]
- 烏延蒲离黑（？－1161年）[83]
- 陀滿訛里也（1162年－1163年）[82]
- 完顏璋（1165年）[84]
- 徒單合喜（1165年－1167年）[85]
- 完顏毅（1169年見任）[86]
- 萧顺（1170年－1171年）
- 孛朮魯阿魯罕[77]

### 金代知京兆府事（1180年代－1231年）
- 夾谷清臣（？－1186年）[87]
- 完顏宗道（章宗時）[88]
- 完颜长寿（1200年－1201年）
- 徒單鎰（1206年－1208年）[89]
- 完颜弼（1214年）
- 完顏閭山（1215年－1216年）[90]
- 把胡魯（1216年－1218年）[91]
- 子容（1218年－1219年）
- 完颜合达（1222年－1223年）
- 石盏女鲁欢（1225年－1227年）
- 完颜庆山奴（1231年）
- 纥石烈牙虎带（1232年）

### 元代知京兆府事/京兆府尹（1231年－1279年）
- 劉尚（知京兆府事，1233年－1261年）[92]
- 譚澄（京兆路總管兼府尹，1270年－1271年）[93]
- 趙炳（京兆路總管兼府尹，1272年－1279年）[94]

### 元代安西府尹（1279年－？）
- 王利用（安西路總管兼任，1298年－？）[95]